# 장대건
장대건(1974년 ~)은 대한민국의 기타리스트다.

## 방송
- 마스터셰프 코리아 4 (2016) - Top7

## 공연
- 클래식 역사 여행1 - 현(絃) 마고우 (2011)
- 스프링클래식 - 부평 (2012)
- 금난새의 해설이 있는 음악회 - 성남 (2012)
- 2012 서울시향의 희망드림 콘서트 (2012)
- 기타 앤 기타 (2012)
- 장대건 클래식기타 독주회 (2013)
- 야나첵 스트링 콰르텟 내한공연 (2013)
- 서울바로크합주단 신년음악회 (2014)
- 클래식기타리스트 장대건 리사이틀 (2014)
- 2014 과천토요예술무대 (2014)

## 음반
- 기타의 노래들 (Songs Of The Guitar) (2013)
- 스페인의 인상 (Impressions Of Spain - Daekun Jang) (2013)
- Azahar (오렌지꽃) 19th Century Guitar Music (2013)
- Historia (2014)
- 알함브라 궁전의 추억 OST (2019)

## 수상
- 루이스 밀란 국제콩쿠르 1위 (2003)
- 훌리안 아르카스 국제콩쿠르 2위 (2002)
- 마리아 카날스 국제콩쿠르 3위 (1997)

## 경력
- 루이스밀란 국제기타콩쿠르 심사위원
- 바예 데 데구에스 국제기타콩쿠르 심사위원